# Podgórze (powiat elbląski)
Podgórze – wieś w Polsce położona w województwie warmińsko-mazurskim, w powiecie elbląskim, w gminie Młynary.
W latach 1975–1998 miejscowość należała administracyjnie do województwa elbląskiego.
Zobacz też: Podgórze, Podgórze-Gazdy, Podgórze-Parcele